# 林家緯
林家緯（1981年6月4日—），為台灣退役棒球選手，守備位置為捕手，曾效力於中華職棒兄弟象，2013年球季退下球員身分，轉任投捕助理教練。2016年受邀請至義大犀牛擔任情蒐工作。

## 經歷
- 台北縣新泰國小少棒隊
- 台北縣丹鳳國中青少棒隊
- 桃園縣桃園農工青棒隊
- 台北縣冠軍公牛棒球隊
- 綜藝節目執行製作
- 業務管理員
- 嘉義大學棒球隊隨隊練習
- 中華職棒La New熊隨隊練習
- 中華職棒兄弟象練習生（2007年－2008年）
- 中華職棒兄弟象（2008年－2012年）
- 中華職棒兄弟象球員兼任管理（2009年－2010年）
- 中華職棒兄弟象投捕助理教練 (2013年)
- 中華職棒中信兄弟助理投捕教練（2014年－2015年）
- 中華職棒義大犀牛情蒐（2016年－）

## 職棒生涯成績
| 年度   | 球隊   | 出賽 | 打數 | 安打 | 全壘打 | 打點 | 盜壘 | 四死 | 三振 | 壘打數 | 雙殺打 | 打擊率 |
| ------ | ------ | ---- | ---- | ---- | ------ | ---- | ---- | ---- | ---- | ------ | ------ | ------ |
| 2009年 | 兄弟象 | 16   | 25   | 7    | 0      | 2    | 0    | 1    | 5    | 7      | 0      | 0.280  |
| 2010年 | 兄弟象 | 29   | 42   | 5    | 0      | 1    | 0    | 5    | 13   | 6      | 1      | 0.119  |
| 2011年 | 兄弟象 | 8    | 8    | 0    | 0      | 1    | 0    | 0    | 0    | 0      | 1      | 0      |
| 2012年 | 兄弟象 | 16   | 15   | 2    | 0      | 0    | 0    | 1    | 7    | 2      | 1      | 0.133  |
| 合計   | 4年    | 69   | 90   | 14   | 0      | 4    | 0    | 7    | 25   | 15     | 2      | 0.156  |

## 外部連結
- 林家緯在台灣棒球維基館上的頁面（繁體中文）
- 林家緯在中華職棒官網 （中文）和Baseball-Reference （英文）上的頁面